# Pyrrhorachis pyrrhogona
Pyrrhorachis pyrrhogona là một loài bướm đêm trong họ Geometridae.